# Lužany (zámek)
Zámek Lužany leží ve stejnojmenné obci v Plzeňském kraji, asi 3 km jižně od města Přeštice. Zámek leží v rovině, na levém břehu řeky Úhlavy a je ze tří stran obklopen parkem, na nějž navazuje renesanční užitková zahrada. Od roku 1963 je chráněn jako kulturní památka ČR.

## Historie
První písemná zmínka o Lužanech pochází z roku 1245. Původním panským sídlem ve vsi byla tvrz, na jejímž místě si pravděpodobně Petr nebo Adam Příchovští z Příchovic postavili v sedmdesátých letech šestnáctého století jednopatrový renesanční zámek s dřevěnou věží. Dokončení jeho stavby datuje letopočet 1583 na klenáku nad hlavním vstupem. Na počátku devatenáctého století proběhly barokní úpravy a dochovaná podoba pochází z přestavby v letech 1886–1887.

### Josef Hlávka
Panství i se zámkem roku 1867 zakoupil přeštický rodák, architekt, stavitel a mecenáš Josef Hlávka, který ho podle vlastních plánů přestavěl. Část původní renesančně-barokní stavby Hlávka zboural a na jejím místě postavil dvoupodlažní objekt, půdorys navrhl do tvaru písmene Y. Jako samostatné křídlo dal přistavět jednopatrovou kapli zasvěcenou Panně Marii, svatému Václavovi a svatému Antonínovi. Pro vysvěcení kaple v roce 1887 složil Antonín Dvořák, který na zámku často pobýval, tzv. Lužanskou mši (Mše D dur, op. 86).
Následně se stal zámek místem častých návštěv významných osobností české politiky, vědy a umění. Na zámku byli Hlávkovými hosty např. Antonín Dvořák, Jaroslav Vrchlický, Julius Zeyer, Julius Mařák, Josef Václav Myslbek, Max Švabinský, Josef Suk, Oskar Nedbal a mnohé další významné osobnosti konce 19. století.

## Současnost
Spolu s celým svým majetkem zámek Hlávka v roce 1904 odkázal Nadání Josefa, Marie a Zdenky Hlávkových, kterému patří dodnes. Dnes je zámek a jeho areál široké veřejnosti přístupný jen výjimečně, a to po dohodě s představiteli nadace. Jinak slouží představitelům vědy a kultury, vybraným studentům vysokých škol, vedení vysokých škol, fakult a pracovišť Akademie věd.

## Hospodářské budovy
- Zámecký mlýn č.p. 3